# Postmaster General des États-Unis
Pour les articles homonymes, voir Postmaster General.
Le Postmaster General des États-Unis (Postmaster General se traduit par « Maître général des Postes ») est le chef de l'United States Postal Service, le service postal américain. Cette fonction existait déjà avant la rédaction de la Constitution américaine et la Déclaration d'indépendance. Depuis le 16 juin 2020, le poste est occupé par Louis DeJoy.
Benjamin Franklin est nommé par le Congrès continental comme le premier Postmaster General, servant à ce poste durant quinze mois, entre 1775 et 1776.
Jusqu'en 1971, le Postmaster General est à la tête du département de la Poste des États-Unis. Entre 1829 et 1971, il est membre du cabinet du président des États-Unis et dernier dans l'ordre de succession présidentielle des États-Unis.
Le poste de Postmaster General est alors souvent confié au directeur de la campagne du nouveau président élu ou un autre de ses soutiens clés, et est considéré comme une sinécure. Le Postmaster General est également responsable des cérémonies gouvernementales de mécénat, et à ce titre une position offrant beaucoup d'influence sur le parti.
En 1971, le Post Office Department est réorganisé et devient le United States Postal Service, une Agence indépendante du gouvernement des États-Unis, ne dépendant pas d'un département exécutif ou de la présidence. Le Postmaster General n'est plus membre du cabinet et ne figure plus dans l'ordre de succession présidentielle.
Durant la guerre de Sécession, les États confédérés d'Amérique ont aussi leur Confederate Post-Office Department, dirigé par un Postmaster General, John Henninger Reagan.

## Liste desPostmaster Generaldes États-Unis

### Postmaster Generaldurant leCongrès continental: 1775-1789
| Ordre | Portrait          | Nom               | Mandat          | Mandat            |
| Ordre | Portrait          | Nom               | Début           | Fin               |
| ----- | ----------------- | ----------------- | --------------- | ----------------- |
| 1     | Benjamin Franklin | Benjamin Franklin | 26 juillet 1775 | 7 novembre 1776   |
| 2     | Richard Bache     | Richard Bache     | 7 novembre 1776 | 28 janvier 1782   |
| 3     | Ebenezer Hazard   | Ebenezer Hazard   | 28 janvier 1782 | 25 septembre 1789 |

### Postmaster Generalà la tête du département des Postes: 1789-1971
| Ordre | Portrait                 | Nom                       | Mandat            | Mandat            | Présidence de             |
| Ordre | Portrait                 | Nom                       | Début             | Fin               | Présidence de             |
| ----- | ------------------------ | ------------------------- | ----------------- | ----------------- | ------------------------- |
| 4     | Samuel Osgood            | Samuel Osgood             | 26 septembre 1789 | 12 août 1791      | George Washington         |
| 5     | Timothy Pickering        | Timothy Pickering         | 12 août 1791      | 1er janvier 1795  | George Washington         |
| 6     | Joseph Habersham         | Joseph Habersham          | 25 février 1795   | 28 novembre 1801  | George Washington         |
| 6     | Joseph Habersham         | Joseph Habersham          | 25 février 1795   | 28 novembre 1801  | John Adams                |
| 6     | Joseph Habersham         | Joseph Habersham          | 25 février 1795   | 28 novembre 1801  | Thomas Jefferson          |
| 7     | Gideon Granger           | Gideon Granger            | 28 novembre 1801  | 17 mars 1814      |                           |
| 7     | Gideon Granger           | Gideon Granger            | 28 novembre 1801  | 17 mars 1814      | James Madison             |
| 8     | Return J. Meigs          | Return J. Meigs           | 17 mars 1814      | 26 juin 1823      |                           |
| 8     | Return J. Meigs          | Return J. Meigs           | 17 mars 1814      | 26 juin 1823      | James Monroe              |
| 9     | John McLean              | John McLean               | 26 juin 1823      | 4 mars 1829       |                           |
| 9     | John McLean              | John McLean               | 26 juin 1823      | 4 mars 1829       | John Quincy Adams         |
| 10    | William T. Barry         | William T. Barry          | 9 mars 1829       | 10 avril 1835     | Andrew Jackson            |
| 11    | Amos Kendall             | Amos Kendall              | 1er mai 1835      | 19 mai 1840       | Andrew Jackson            |
| 11    | Amos Kendall             | Amos Kendall              | 1er mai 1835      | 19 mai 1840       | Martin Van Buren          |
| 12    | John Milton Niles        | John Milton Niles         | 19 mai 1840       | 4 mars 1841       |                           |
| 13    | Francis Granger          | Francis Granger           | 6 mars 1841       | 18 septembre 1841 | William Henry Harrison    |
| 13    | Francis Granger          | Francis Granger           | 6 mars 1841       | 18 septembre 1841 | John Tyler                |
| 14    | Charles A. Wickliffe     | Charles A. Wickliffe      | 13 septembre 1841 | 4 mars 1845       |                           |
| 15    | Cave Johnson             | Cave Johnson              | 6 mars 1845       | 4 mars 1849       | James K. Polk             |
| 16    | Jacob Collamer           | Jacob Collamer            | 8 mars 1849       | 22 juillet 1850   | Zachary Taylor            |
| 17    | Nathan K. Hall           | Nathan K. Hall            | 23 juillet 1850   | 31 août 1851      | Millard Fillmore          |
| 18    | Samuel Dickinson Hubbard | Samuel Dickinson Hubbard  | 31 août 1852      | 7 mars 1853       | Millard Fillmore          |
| 19    | James Campbell           | James Campbell            | 7 mars 1853       | 4 mars 1857       | Franklin Pierce           |
| 20    | Aaron V. Brown           | Aaron V. Brown            | 6 mars 1857       | 8 mars 1859       | James Buchanan            |
| 21    | Joseph Holt              | Joseph Holt               | 9 mars 1859       | 31 décembre 1860  | James Buchanan            |
| 22    | Horatio King             | Horatio King              | 12 février 1861   | 7 mars 1861       | James Buchanan            |
| 23    | Montgomery Blair         | Montgomery Blair          | 5 mars 1861       | 24 septembre 1864 | Abraham Lincoln           |
| 24    | William Dennison         | William Dennison          | 24 septembre 1864 | 25 juillet 1866   | Abraham Lincoln           |
| 24    | William Dennison         | William Dennison          | 24 septembre 1864 | 25 juillet 1866   | Andrew Johnson            |
| 25    | Alexander Randall        | Alexander Randall         | 25 juillet 1866   | 4 mars 1869       |                           |
| 26    | John Creswell            | John Creswell             | 5 mars 1869       | 22 juin 1874      | Ulysses S. Grant          |
| 27    | James William Marshall   | James William Marshall    | 3 juillet 1874    | 24 août 1874      | Ulysses S. Grant          |
| 28    | Marshall Jewell          | Marshall Jewell           | 24 août 1874      | 12 juillet 1876   | Ulysses S. Grant          |
| 29    | James Noble Tyner        | James Noble Tyner         | 12 juillet 1876   | 3 mars 1877       | Ulysses S. Grant          |
| 30    | David M. Key             | David M. Key              | 12 mars 1877      | 2 juin 1880       | Rutherford B. Hayes       |
| 31    | Horace Maynard           | Horace Maynard            | 2 juin 1880       | 4 mars 1881       | Rutherford B. Hayes       |
| 32    | Thomas Lemuel James      | Thomas Lemuel James       | 5 mars 1881       | 20 décembre 1881  | James A. Garfield         |
| 33    | Timothy O. Howe          | Timothy O. Howe           | 20 décembre 1881  | 25 mars 1883      | Chester A. Arthur         |
| 34    | Walter Q. Gresham        | Walter Quintin Gresham    | 3 avril 1883      | 4 septembre 1884  | Chester A. Arthur         |
| 35    | Frank Hatton             | Frank Hatton              | 14 octobre 1884   | 4 mars 1885       | Chester A. Arthur         |
| 36    | William Freeman Vilas    | William Freeman Vilas     | 6 mars 1885       | 6 janvier 1888    | Grover Cleveland          |
| 37    | Donald M. Dickinson      | Donald M. Dickinson       | 6 janvier 1888    | 4 mars 1889       | Grover Cleveland          |
| 38    | John Wanamaker           | John Wanamaker            | 5 mars 1889       | 4 mars 1893       | Benjamin Harrison         |
| 39    | Wilson S. Bissell        | Wilson S. Bissell         | 6 mars 1893       | 1er mars 1895     | Grover Cleveland          |
| 40    | William Lyne Wilson      | William Lyne Wilson       | 1er mars 1895     | 5 mars 1897       | Grover Cleveland          |
| 41    | James Albert Gary        | James Albert Gary         | 5 mars 1897       | 21 avril 1898     | William McKinley          |
| 42    | Charles Emory Smith      | Charles Emory Smith       | 21 avril 1898     | 8 janvier 1902    | William McKinley          |
| 42    | Charles Emory Smith      | Charles Emory Smith       | 21 avril 1898     | 8 janvier 1902    | Theodore Roosevelt        |
| 43    | Henry C. Payne           | Henry C. Payne            | 9 janvier 1902    | 4 octobre 1904    |                           |
| 44    | Robert Wynne             | Robert Wynne              | 10 octobre 1904   | 5 mars 1905       |                           |
| 45    | George B. Cortelyou      | George B. Cortelyou       | 6 mars 1905       | 14 janvier 1907   |                           |
| 46    | George von L. Meyer      | George von Lengerke Meyer | 15 janvier 1907   | 4 mars 1909       |                           |
| 47    | Frank H. Hitchcock       | Frank H. Hitchcock        | 5 mars 1909       | 4 mars 1913       | William Howard Taft       |
| 48    | Albert S. Burleson       | Albert S. Burleson        | 5 mars 1913       | 4 mars 1921       | Woodrow Wilson            |
| 49    | Will H. Hays             | William Hays              | 5 mars 1921       | 3 mars 1922       | Warren G. Harding         |
| 50    | Hubert Work              | Hubert Work               | 4 mars 1922       | 4 mars 1923       | Warren G. Harding         |
| 51    | Harry Stewart New        | Harry Stewart New         | 4 mars 1923       | 4 mars 1929       | Warren G. Harding         |
| 51    | Harry Stewart New        | Harry Stewart New         | 4 mars 1923       | 4 mars 1929       | Calvin Coolidge           |
| 52    | Walter Folger Brown      | Walter Folger Brown       | 5 mars 1929       | 4 mars 1933       | Herbert Hoover            |
| 53    | James Farley             | James Aloysius Farley     | 4 mars 1933       | 10 septembre 1940 | Franklin Delano Roosevelt |
| 54    | Frank Comerford Walker   | Frank C. Walker           | 10 septembre 1940 | 8 mai 1945        | Franklin Delano Roosevelt |
| 54    | Frank Comerford Walker   | Frank C. Walker           | 10 septembre 1940 | 8 mai 1945        | Harry S. Truman           |
| 55    | Robert E. Hannegan       | Robert E. Hannegan        | 30 juin 1945      | 15 décembre 1947  |                           |
| 56    | Jesse M. Donaldson       | Jesse M. Donaldson        | 16 décembre 1947  | 20 janvier 1953   |                           |
| 57    | Arthur Summerfield       | Arthur Summerfield        | 21 janvier 1953   | 20 janvier 1961   | Dwight D. Eisenhower      |
| 58    | J. Edward Day            | J. Edward Day             | 21 janvier 1961   | 30 septembre 1963 | John Fitzgerald Kennedy   |
| 59    | John A. Gronouski        | John A. Gronouski         | 30 septembre 1963 | 2 novembre 1965   | John Fitzgerald Kennedy   |
| 59    | John A. Gronouski        | John A. Gronouski         | 30 septembre 1963 | 2 novembre 1965   | Lyndon B. Johnson         |
| 60    | Larry O'Brien            | Larry O'Brien             | 3 novembre 1965   | 10 avril 1968     |                           |
| 61    | W. Marvin Watson         | W. Marvin Watson          | 26 avril 1968     | 20 janvier 1969   |                           |
| 62    | Winton M. Blount         | Winton Blount             | 22 janvier 1969   | 1er janvier 1971  | Richard Nixon             |

### Postmaster Generalà la tête duUnited States Postal Service
| Ordre | Portrait             | Nom                  | Mandat           | Mandat           |
| Ordre | Portrait             | Nom                  | Début            | Fin              |
| ----- | -------------------- | -------------------- | ---------------- | ---------------- |
| 62    | Winton M. Blount     | Winton Blount        | 1er janvier 1971 | 1er janvier 1972 |
| 63    | E. T. Klassen        | E. T. Klassen        | 1er janvier 1972 | 16 février 1975  |
| 64    | Benjamin F. Bailar   | Benjamin F. Bailar   | 16 février 1975  | 15 mars 1978     |
| 65    | William F. Bolger    | William F. Bolger    | 15 mars 1978     | 1er janvier 1985 |
| 66    | Paul N. Carlin       | Paul N. Carlin       | 1er janvier 1985 | 7 janvier 1986   |
| 67    | Albert Vincent Casey | Albert Vincent Casey | 7 janvier 1986   | 16 août 1986     |
| 68    | Preston Robert Tisch | Preston Robert Tisch | 16 août 1986     | 1er mars 1988    |
| 69    | Anthony M. Frank     | Anthony M. Frank     | 1er mars 1988    | 6 juillet 1992   |
| 70    | Marvin Travis Runyon | Marvin Travis Runyon | 6 juillet 1992   | 16 mai 1998      |
| 71    | William J. Henderson | William J. Henderson | 16 mai 1998      | 1er juin 2001    |
| 72    | John E. Potter       | John E. Potter       | 1er juin 2001    | 6 décembre 2010  |
| 73    | Patrick R. Donahoe   | Patrick R. Donahoe   | 6 décembre 2010  | 1er février 2015 |
| 74    |                      | Megan Brennan        | 1er février 2015 | 15 juin 2020     |
| 75    |                      | Louis DeJoy          | 16 juin 2020     | en fonction      |